# Emanuel Schultze
Christoph Emanuel Schultze (* 25. Januar 1740 in Probstzella; † 9. März 1809) war ein deutscher Pietist und evangelischer Missionar.

## Leben
Schultze wurde am 30. Juni 1763 in der Hofkapelle von Schloss Wernigerode zum Missionar ordiniert und nach Pennsylvania entsandt, wo er 1765 Nachfolger von Pastor Johann Friedrich Handschuh in Philadelphia wurde. Von 1771 bis zu seinem Tod war er Pastor in Tulpehocken Township (Berks County, Pennsylvania). 
Er heiratete Eva Elisabeth Mühlenberg (1748–1808). Ihr gemeinsamer Sohn war der US-Politiker John Shulze.
| Personendaten    | Personendaten                                 |
| ---------------- | --------------------------------------------- |
| NAME             | Schultze, Emanuel                             |
| ALTERNATIVNAMEN  | Schultze, Christoph Emanuel                   |
| KURZBESCHREIBUNG | deutsches Pietist und evangelischer Missionar |
| GEBURTSDATUM     | 25. Januar 1740                               |
| GEBURTSORT       | Probstzella                                   |
| STERBEDATUM      | 9. März 1809                                  |